# Melanoxena
Melanoxena là một chi bướm đêm thuộc họ Choreutidae, chỉ gồm một loài Melanoxena falsissima, được tìm thấy ở Colombia.